# Emilia Galotti

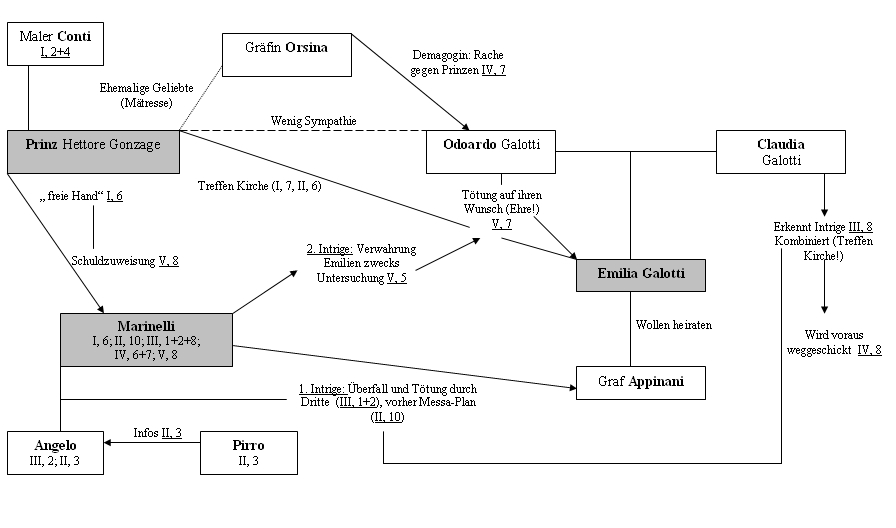
Figurenübersicht

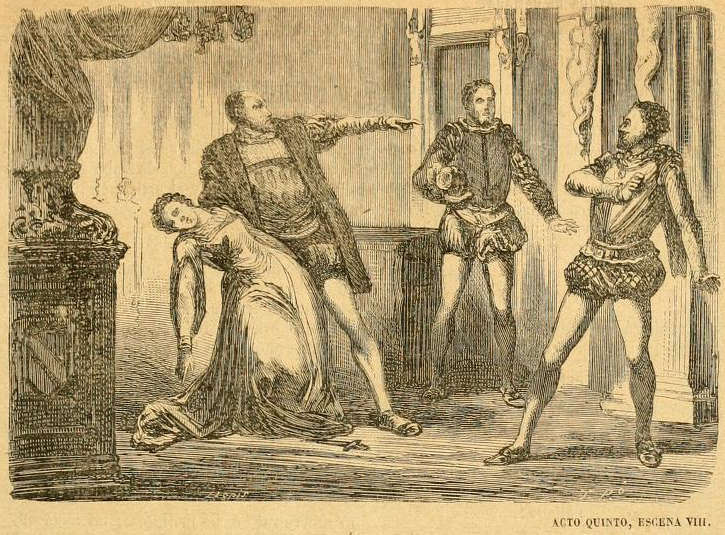
Achte und letzte Szene im fünften Akt von Emilia Galotti.

Emilia Galotti ist ein bürgerliches Trauerspiel in fünf Aufzügen von Gotthold Ephraim Lessing. Es wurde am 13. März 1772 im Herzoglichen Opernhaus in Braunschweig von Karl Theophil Döbbelin anlässlich des Geburtstages der Herzogin Philippine Charlotte uraufgeführt. Lessing war bei der Uraufführung nicht anwesend und besuchte auch später keine der Wiederholungen. Er verarbeitete in seiner Tragödie den Stoff der Legende um die Römerin Verginia, den er an zentralen Stellen allerdings entscheidend veränderte.
Emilia Galotti ist ein Drama der Aufklärung, das dem damals vorherrschenden französischen Vorbild widerspricht und sich auch von der durch Johann Christoph Gottsched formulierten Regelpoetik absetzt. Obwohl die Liebe ein zentrales Thema dieser Tragödie ist und Lessing selbst den Stoff in seiner Bearbeitung vom „Staatsinteresse“ reinigen wollte, gilt Emilia Galotti auch als politisches Stück. Der willkürliche Herrschaftsstil des Adels steht der neuen aufgeklärten Moral des Bürgertums gegenüber. Alte feudale Vorstellungen von Liebe und Ehe treffen auf das neue bürgerliche Liebesverständnis der Empfindsamkeit. Diese konfliktgeladene Kombination machte das Stück einst so brisant.

## Handlung

### Inhaltsangabe
Die Handlung folgt der Verginia-Geschichte in Livius’ römischer Geschichte oder zumindest ihrem ersten Teil.
Der Prinz von Guastalla, der sich in Emilia Galotti verliebt hat, erfährt, dass sie noch am selben Tag den Grafen Appiani heiraten soll. Marinelli, der Kammerherr des Prinzen, lässt sich freie Hand geben, das Problem aus der Welt zu schaffen, und sorgt für die Ermordung Appianis und die Entführung Emilias. Von der ehemaligen Mätresse des Prinzen, der Gräfin Orsina, erfährt Emilias Vater, Odoardo, von dem Komplott, wenn auch zu spät; er versucht, seine Tochter zu befreien, und als das nicht gelingt, ersticht er sie auf ihren eigenen Wunsch, um ihre Tugend zu bewahren.
Der zweite Teil von Livius’ Erzählung, in dem der Tod Verginias einen erfolgreichen Aufstand des Volks gegen den Tyrannen Appius Claudius auslöst, hat in Lessings Stück keine Entsprechung.

### Bühnengeschehen

#### I. Aufzug (frühmorgens im Residenzschloss)
Prinz Hettore Gonzaga bearbeitet Bittgesuche. Eines bewilligt er wegen einer Namensgleichheit mit seiner Wunschgeliebten Emilia Galotti. Einen Brief seiner Mätresse Orsina legt er ungelesen beiseite.
Sein Hofmaler Conti bringt zwei Bilder: das vom Prinzen in Auftrag gegebene Porträt dieser Mätresse und das Duplikat eines von Vater Galotti bestellten Bildes von Emilia. Er entlohnt den Maler fürstlich.
Sein Kammerherr Marinelli informiert ihn von der Hochzeit Emilias mit dem Grafen Appiani, die noch am gleichen Tag vollzogen werden soll. Der Prinz gibt Marinelli freie Hand, dies zu verhindern.
Er selbst beschließt, zusätzlich Emilia während deren Gottesdienstbesuchs anzusprechen.
Sein Rat Rota verhindert die unüberlegte Unterzeichnung eines Todesurteils.

#### II. Aufzug (wenig später in der Stadtvilla der Galottis)
Odoardo Galotti kontrolliert bei einem kurzen Besuch in der Stadt die Hochzeitsvorbereitungen seiner Frau Claudia. Er missbilligt, dass Emilia allein zur Kirche gegangen ist.
Währenddessen erfragt Marinellis Handlanger Angelo von seinem ehemaligen Spießgesellen Pirro, der inzwischen im Dienst der Galottis steht, den Weg der Hochzeitsgesellschaft zum Trauungsort.
Claudia erzählt ihrem Ehemann von dem Entzücken des Prinzen über Emilia auf einem abendlichen Fest; Odoardo ist entsetzt darüber. Er bricht auf, um seinen zukünftigen Schwiegersohn zu besuchen und anschließend auf sein Landgut, den Ort der Trauung, zurückzukehren.
Emilia stürzt in das Zimmer und berichtet ihrer Mutter, dass der Prinz sie in der Kirche angesprochen habe. Claudia beruhigt sie mit der Erklärung, es handele sich nur um höfische Galanterie.
Appiani erscheint und äußert seine Bewunderung für seinen Schwiegervater; Emilia beschreibt ihm ihre Hochzeitskleidung.
Marinelli fordert den Bräutigam zu einem sofortigen Dienst für den Prinzen auf, den Appiani wegen seines Hochzeitstermins ablehnt; Marinelli reizt ihn zu einer Beleidigung; eine Duell-Aufforderung Appianis verweigert Marinelli.
Marinelli zieht sich zurück.

#### III. Aufzug (nachmittags im Lustschloss Dosalo)
Marinelli informiert den Prinzen von seinem Misserfolg bei Appiani. Er weiht ihn in Teile seiner Intrige ein. In Hörweite des Lustschlosses fallen Schüsse.
Der Bandit Angelo berichtet ihm von dem gelungenen Überfall: Appiani sei tot, ein Bandit ebenfalls.
Der Prinz und Marinelli beobachten, wie Emilia auf das Schloss zueilt.
Emilia will zurück zum Tatort, um mit ihrer Mutter und ihrem Bräutigam zusammen zu sein; Marinelli verhindert dies.
Der Prinz bittet sie um Entschuldigung für sein morgendliches Verhalten in der Kirche und führt die sich sträubende Emilia in einen Nebenraum.
Ein Diener kündigt Marinelli die Ankunft von Claudia an; der Kammerherr befiehlt ihm, das sie begleitende Volk wegzuschicken.
Claudia konfrontiert Marinelli mit ihrem Durchschauen wesentlicher Zusammenhänge, die zum Überfall auf die Hochzeitskutsche, zum Tod des Bräutigams und zur Entführung ihrer Tochter geführt haben; sie bezichtigt ihn des Meuchelmordes und der Kuppelei im Auftrag des Prinzen. Emilia und Claudia erkennen sich an ihren Stimmen; sie eilt zu ihrer Tochter.

#### IV. Aufzug (nachmittags im Lustschloss Dosalo)
Prinz und Marinelli streiten, wer von den beiden den Intrigen-Erfolg verdorben hat.
Orsina wird angekündigt; Marinelli verspricht dem Prinzen, sie zu entfernen.
Orsina analysiert mit der Hilfe von Marinellis Informationen ihre Lage und besteht auf den Empfang durch den Prinzen.
Dieser weist sie aus dem Schloss und befiehlt Marinelli zu sich.
Marinelli lässt sich von Gräfin Orsina entlocken, dass Emilia Galotti beim Prinzen ist. Da Orsina durch ihre Kundschafter von der Kirchenbegegnung und der vom Prinzen gestandenen Liebe zu Emilia erfahren hat, bezichtigt Orsina ihn des Mordes an Appiani; sie wolle dies an die Öffentlichkeit bringen.
Odoardo bittet Marinelli, ihn zu Claudia und Emilia zu bringen; Marinelli verzögert dies.
Orsina überzeugt Odoardo von der prinzlichen Schuld an Appianis Tod und der Entführungsintrige; Odoardo demonstriert seine Absicht, den Prinzen zu töten; Orsina gibt ihm dafür einen Dolch.
Claudia bestätigt Behauptungen Orsinas zum Tathergang und schildert Emilias Zustand. Orsina erfüllt seine Bitte, Claudia in die Stadt zurückzubringen.

#### V. Aufzug (nachmittags im Lustschloss Dosalo)
Der Prinz erläutert Marinelli die Schwierigkeit, Emilia ihrem Vater vorzuenthalten; Marinelli verspricht ihm eine neue Intrige.
Odoardo korrigiert sein positives Bild von Orsina und nimmt sich vor, alleine seine Tochter zu retten.
Er nennt Marinelli seine Absicht, Emilia aus der Residenz zu entfernen; Marinelli deutet einen Hinderungsgrund an.
Angesichts dessen kehrt Odoardo zu seinem Plan, den Prinzen zu töten, zurück.
Der Prinz entscheidet im Sinn von Marinellis Intrigenplan, die Familienmitglieder voneinander zu trennen; Odoardo bittet darum, Emilia zuvor noch einmal allein sprechen zu können.
Aus Misstrauen, dass Emilia im Einverständnis mit dem Prinzen stehen könnte, will er Dosalo verlassen; ihr Erscheinen lässt diesen Vorsatz unausgeführt.
Sie erörtern verbliebene Handlungsmöglichkeiten; Emilia bringt Odoardo dazu, sie zu töten.
Odoardo fordert vom Prinzen, ihm gegenüber sein Richteramt wahrzunehmen. Der Prinz verbannt Marinelli vom Hof.

## Zu den Dramenfiguren
Der englische Literaturwissenschaftler Barry Nisbet betont in seiner Lessing-Biografie im Kapitel zu Emilia Galotti die innere Zerrissenheit aller Figuren:
Außer Marinelli seien alle Gestalten komplizierte Individuen (und selbst Marinelli mehr als ein herkömmlicher Typ). Sie seien alle labil, hin- und hergerissen zwischen widersprüchlichen Impulsen: der Prinz zwischen Leidenschaft und Pflicht, Emilia zwischen gefühlsmäßiger Unsicherheit und moralischer Entschlossenheit, Odoardo zwischen moralischer Strenge und Ehrerbietung gegenüber der Autorität, Claudia zwischen Neigung zum Hofleben und Liebe zum wohlanständigen Familienleben, Orsina schließlich zwischen Liebe zum Prinzen und Rachedurst. Unter dem Druck rasch wechselnder Umstände könne jeder von ihnen diese oder jene Richtung einschlagen. So stark sei dieser Druck, dass ihnen wenig Zeit zum Nachdenken bleibe, und mit wenigen Ausnahmen erlaubten ihre rapide vorangetriebenen und lakonischen Dialoge nur begrenzte Einsicht in ihre seelische Verfassung.

## Zur sprachlichen Gestaltung
Nisbet akzentuiert den literarischen Entwicklungssprung durch dieses Drama und seine anregende Wirkung für die folgende Epoche des Sturm und Drangs, sieht aber auch Schwierigkeiten in der konsequenten Verwirklichung der Neuerungen:
Das Stück falle durch seine stilistische Originalität und seinen Gegensatz zu den damaligen Konventionen der Tragödie auf. Die umgangssprachliche Zwanglosigkeit, Unverblümtheit und auch Derbheit seiner Sprache („Hofgeschmeiß“, „Dich Kuppler!“, „ein ganzer Affe“ usw.) verleihe dem Dialog eine für Tragödien vor 1772 ungewöhnliche Natürlichkeit, was auch von den abrupten Leidenschaftsausbrüchen (z. B. in Aufzug III, Auftritt 6) gelte, die von der Sturm-und-Drang-Bewegung dann bald nachgeahmt werden sollte. Nur gelegentlich, etwa in einigen der Redepartien Orsinas, mache die rhetorische Deklamation der klassischen Tragödie sich noch geltend, und die literarischen Anspielungen und poetischen Bilder Emilias und ihres Vaters in den Schlussszenen wirkten angestrengt und künstlich. Doch außer Emilias verstörtem Bericht über ihre Begegnung mit dem Prinzen in der Kirche kämen keine längeren Erzählpartien vor und die neun Monologe (des Prinzen, Claudias, Marinellis und Odoardos) seien kurz, lebhaft und spontan.
Stilistisch steche der knappe, eindringliche und kraftvolle Dialog der meisten Szenen hervor, der die Handlung rasch vorantreibe und den Druck zu erkennen gebe, unter dem die Gestalten stünden. Das Schnellfeuer der Wechselreden im ersten Akt passe mit seinem Witz, seiner Schlagfertigkeit und seinen aphoristischen, ja epigrammatischen Formulierungen perfekt zu dem Prinzen und seinem kultivierten Gefolge. Weniger passe es in die Welt Emilias und ihrer Eltern, wo man gelegentlich den spontanen Ausdruck der Gefühle vermisse, der in Krisenmomenten – wie etwa in Emilias stockendem Bericht über den Vorfall in der Kirche – zu erwarten wäre; allzu oft würden die Gestalten über ihre Gefühle nachdenken, streiten oder sogar über sie mit einem Maß von Bewusstheit philosophieren, das schwer mit ihrer fürchterlichen Situation zu vereinbaren sei. Auch Emilia Galotti bezeuge, wie schon Miss Sara Sampson, den Übergang von älteren, ausgeprägter künstlichen Konventionen zu einem höheren Grad von Realismus, wobei der Widerspruch der beiden Tendenzen sich manchmal allzu sehr bemerkbar mache.

## Interpretationsansätze
Emilia Galotti gehört zu den meistinterpretierten literarischen Werken in deutscher Sprache. Die folgenden Richtungen werden besonders nachdrücklich vertreten:
1. Politische Deutungen (als Gegensatz zwischen dem Prinzen bzw. dem absolutistischen Hof und der Galotti-Familie) lassen sich in drei Gruppen zusammenfassen:
a) Akzentuierung einer Opposition von Adel und Bürgertum,
b) Stellung des Herrschers zum Untertan,
c) Analyse der Interaktionsmuster, die zu der ausweglosen Konfrontation führen.
Zu a): Insbesondere die marxistische Forschung identifizierte einfach die Familie Galotti mit dem Bürgertum und verband den Klassengegensatz mit der Konfrontation von Tugend – auf der bürgerlichen – und Laster – auf der adligen Seite – (Mehring, Rilla [siehe Literaturverzeichnis]).
Zu b): Von anderen wird in der prinzlichen Machtkonzentration die Voraussetzung für die Tragödienkatastrophe gesehen (Alt, Nisbet).
Zu c): Wenn man in Verhaltensweisen als Ausdruck einer Egozentrik aller Figuren die Voraussetzung von Emilias Tod sieht, entdeckt man in dem Drama vielfältige Impulse zur Versöhnung, wodurch von Lessing das Unnötige des tragischen Ausgangs gezeigt werde (Ter-Nedden).
2. Soziologische Deutungen betonen die Opposition von Hof und Familie. Zum einen: Der Prinz erlaube sich ‚bürgerliche‘ – z. B. empfindsame – Gefühle, wodurch er aus der ihm zugewiesenen sozialen Rolle falle (Eibl). Zum anderen: Da Odoardo Galotti die Welt außerhalb der Familie als lasterhaft ansehe, empfinde seine Tochter Emilia ihre sinnliche Natur als Gefahr, verführt zu werden (explizit im V. Aufzug, 7. Auftritt).
3. In geistesgeschichtlichen Deutungen wird eine unbezweifelte Gültigkeit der christlichen Sexualmoral im 18. Jahrhundert, also auch bei Lessing, vorausgesetzt: Die ‚Tugendprobe‘ dafür bestehe in der Aufopferung des sinnlichen Genusses zugunsten moralischer Werte (Wittkowski). In den beiden Schlussauftritten würden Emilia und Odoardo diese Probe bestehen (Dilthey, von Wiese).
Demgegenüber betonen Kritiker dieser Deutung Lessings (religions-)kritische Haltung. Der Tugendrigorismus von Odoardo lasse Emilia als Opfer ihrer Erziehung erscheinen (Hillen, Wierlacher, Ter-Nedden, Alt).
4. An diese Position knüpfen Untersuchungen zur Psychologie im 18. Jahrhundert an. Lessing greife Leibniz’ Konzept ‚unbewusster Perzeptionen‘ auf; ihm gelinge ein weiter Vorstoß in den dunklen Bereich der Seele (Fick, Košenina).
5. Eine religionsphilosophische Ausweitung in seiner Interpretation nimmt Ter-Nedden 2011 vor: Er verbindet das alle Figuren prägende psychologische Dilemma (wider bessere Einsicht lassen sich alle immer wieder von ihren Affekten überwältigen) und ihre Religiosität (ständige Rede der Figuren von einem verdammenden Gott bei gleichzeitig ständigem Verstoß gegen grundlegende christliche Gebote). Diese naturgegebene Egozentrik des Menschen zeige sich als aufklärungsresistente Wahrheit des Mythos von der Erbsünde. Lessing zeige, wie religiöse Vorstellungen als self-fullfilling-prophecy den tragischen Ausgang bewirken; der Leser habe also die Aufgabe, die natürliche Verkettung von Ursache und Folge (vgl. Hamburgische Dramaturgie, 30. Stück, 1768) als menschengemacht und demgemäß vermeidbar zu erkennen.
6. Daneben gibt es psychoanalytische und feministische Deutungen, die Theorien des 20. Jahrhunderts auf das Drama anwenden (Neumann, Prutti und Wurst, Stephan, Frömmer).
7. Auch gibt es formgeschichtliche Untersuchungen, die das Werk in literarische Traditionen stellen:
So wird mittels des Strukturmodells der Komödie des 18. Jahrhunderts, der Commedia dell’arte, das Lessing in Emilia Galotti in einer raffinierten Umkehrung benutze, der tragische Inhalt politisch interpretierbar (Müller).
In der Überlagerung zweier Tragödienmodelle (Charaktertragödie bis IV, 7 und Handlungstragödie ab IV, 8) wird ein Bruch im Werk gesehen (Meyer).
Die Auseinandersetzung Lessings mit dem Virginia-Stoff wird als Zwang der Vorlage (Schröder) oder gegensinnig als Anti-Virginia (Ter-Nedden) gedeutet.
Eine Einigung auf eine gemeinsame Interpretationsbasis ist nicht absehbar.

## Wichtige Forschungsdivergenzen
Viele Interpreten von Emilia Galotti geben zu verstehen, dass sie mit ihrer Deutung nicht vollständig glücklich sind; einige geben ihre Ratlosigkeit offen zu. Andere berufen sich auf die prinzipielle Zeit- bzw. Interpretengebundenheit von Deutungen, oder kritisieren Lessing, dass er die Aufgaben, die er sich selbst gestellt hatte, nicht gelöst habe.
Ein radikal abweichender Ansatz hat sich bei maßgeblichen Lessingforschern (z. B. FICK 2016) weitgehend durchgesetzt, wird aber von vielen anderen – insbesondere in schulorientierter Literatur – immer noch ignoriert: TER-NEDDEN 1986, 2011 und 2016.
Ter-Nedden wendet sich 1986 dezidiert gegen die seit den 1970er Jahren herrschende politisch-soziologische Interpretationsrichtung zu Emilia Galotti, z. B. gegen die folgende Zusammenfassung von Mattenklott:
Die strikte Polarisierung von Hof- und Familiensphäre, der die Zuordnung von Laster des Hofes und Tugend der Bürger genau entspreche, verdeutliche die soziale Stoßrichtung von Lessings antihöfischer Kritik.
Dagegen setzt Ter-Nedden als zentrale These:
Kein äußerer Zwang treibe die Helden in den Tod, sondern ihre Blindheit für mögliche Auswege.
Lessings traditionskritisch motivierter Ausgangspunkt in der Emilia Galotti sei das Motiv des Tochtermords aus Freiheits- oder Tugendliebe (so in Lessings Livius-Quelle): Darin sei nämlich der blitzartige Übergang vom Guten zum Bösen (dem jeder Mensch ausgesetzt sei), von der Liebe zur Tugend zum schlimmsten Verbrechen gegen die Tugend der Liebe auf unüberbietbare Weise materialisiert. Odoardo sei Lessings tragischer Held par excellence, weil er in äußerster Verblendung den einen Schritt, der die Gesinnung dieses „Muster[s] aller männlichen Tugend“ (II.7) vom schlimmsten Verbrechen trenne, auf exemplarische Weise vorführe. Odoardo gehe diesen Schritt allerdings nicht allein; alle anderen Figuren trügen zu seinem Sündenfall bei und nähmen ihn auf ihre Weise sogar vorweg – zuerst und auf gleichermaßen exemplarische Weise der Prinz, schon im I. Akt (1986, S. 184): durch den mitleidlosen Verweis seiner Liebe Orsinas in die für ihn abgeschlossene Vergangenheit (I.1), durch die bedenkenlose Vollmacht für Marinelli, alles zur Verhinderung von Emilias Hochzeit zu gestatten (I.6), durch seine von Hast geprägte gedankenlose Bereitschaft, ein Todesurteil zu unterschreiben (I.8) und durch sein Liebesbekenntnis vor Emilia während eines Gottesdienstes (zwischen I. und II. Akt).
Ähnlich endeten im II. Akt viele Auftritte damit, dass Verständigungschancen versäumt würden: Pirro verschweige seinem Herrn den geplanten Raubüberfall; Odoardo versäume die Rückkehr Emilias aus der Kirche; Emilia verschweige Appiani die Begegnung mit dem Prinzen; Appiani lasse sich den Gang zum Prinzen von Marinelli abnehmen (1986, S. 205).
Entscheidend für die Beurteilung Odoardos und Emilias in dem die meisten Interpreten verstörenden 7. Auftritt des V. Akts sei die vorläufige Untersuchungshaft, die Emilias „Entfernung aus der Welt“ (durch ein Einsperren im Kloster, so Odoardo in V.5) verhindern und dem Prinzen die Möglichkeit erhalten soll, sie zu sehen und zu sprechen. Diese Untersuchungshaft sei – so Ter-Nedden – für sich genommen nichts, was ohne Wahn zum Gegenstand eines Kampfes auf Leben und Tod werden könne (1986, S. 232). Am Ende (V.7) fliehe Emilia also wie am Anfang (II.6) vor der Ausgeburt ihrer eigenen Phantasie; und zwar sei es mitnichten eine ihr noch unbewusste Neigung zum Prinzen, die mit Hilfe des väterlichen Dolches im Keim erstickt werden müsse, sondern eine ins Wahnhafte gesteigerte Sündenfurcht, dem Echo des misanthropischen Tugendrigorismus ihres argwöhnischen Vaters, die sie in eine solche blinde Furcht treibe (1986, S. 208).
Lessing ersetze dadurch den Rahmen, innerhalb dessen sich die traditionellen dramatischen Kampfhandlungen abspielten, also die Pole „Sieg“ (der Gegen-Gewalt, auch bei Livius) und „Niederlage“ (der Gewalt), durch die Pole „Verführung zur Gewalt“ und „Führerschaft zur Vernunft“ (1986, S. 235). Tragödienwürdig sei nicht das Verbrechen des Bösewichts – solch eine Problemstellung sei trivial –, sondern die Untat des Tugendhelden sei der darstellungswürdige Skandal in der lessingschen Moralphilosophie (1986, S. 244).
2016 ergänzt Ter-Nedden diese Interpretation:
Das Motiv der Flucht der Jungfrau vor der aggressiven Sexualität männlicher Machthaber in den Tod gehöre zu den zeitlosen Handlungsmustern, deren Varianten sich überall antreffen ließen, in den antiken Mythen so gut wie in Produkten der zeitgenössischen (trivialen) Kulturindustrie (2016, S. 313). Bei Lessing hingegen flüchte seine Heldin nicht vor der männlichen Gewalt, sondern in religiös begründeter Sündenfurcht vor der eigenen weiblichen Sexualität in den Tod; das sei unerhört – früher und heute immer noch (2016, S. 314). Dass man die Tugend eines Menschen nicht dadurch bewahren könne, dass man ihn – so wie Odoardo seine Tochter – umbringe, verstehe sich aber eigentlich von selbst (2016, S. 321).
Der Emilia-Skandal beruhe also auf einem Missverständnis: Lessing – so Ter-Nedden – verwandele einen Kindesmord, der bei Livius und in den konventionellen Virginia-Dramen als politisch-moralische Tugendprobe gefeiert werde, in die Untat eines verblendeten Tugendhelden. Die meisten Interpreten würden dies nicht erkennen und würfen ihm deshalb eine verblendete Darstellung vor (2016, S. 319).
Hingegen habe sich Lessing die Aufgabe vorgenommen, den Weg in den Tod als das Resultat einer wahnhaften Verirrung kenntlich zu machen, und zwar – und dies trägt wohl entscheidend zum Missverständnis bei – ohne den Figuren die Empathie und Sympathie der Zuschauer zu entziehen (2016, S. 377).

## Zur Gattungsproblematik
Die folgenden drei Stimmen zeigen die Urteils-Spannbreite von Literaturwissenschaftlern zu der Frage, ob Emilia Galotti als „bürgerliches Trauerspiel“ bezeichnet werden kann:
Alexander Košenina sieht in Emilia Galotti ein „Bürgerliches Trauerspiel par excellence“. Bereits der Stoff, der Konflikt zwischen dem Hof des Prinzen und der Familie Galotti, der eine tragische „Verführung der bürgerlichen Unschuld durch den adligen Machthaber“ demonstriere, spreche für diese Einordnung. Aber auch die Eignung des Stückes für eine realistische, wirklichkeitsnahe Inszenierung zeichne das Stück aus, indem dem Publikum kein beeindruckendes Kunstwerk und keine eindrucksvolle Heldin vorgeführt werde, sondern eine psychologisch gezeichnete verletzliche Titelheldin und weitere realistische Figuren, mit denen sich das Publikum identifizieren könne und an deren Schicksal es Anteil nehme.
Hugh Barr Nisbet weist hingegen darauf hin, dass Lessing sein geplantes Stück zwar 1758 zunächst als „eine bürgerliche Virginia“ bezeichnete, dass der abgeschlossenen Fassung der Untertitel aber fehlt. Auch aus dem Untertitel von Miss Sara Sampson strich Lessing in der Neuausgabe seiner gesammelten Tragödien, die ebenfalls 1772 erschienen, das Adjektiv „bürgerlich“ – wobei nicht bekannt ist, ob er die Bezeichnung als unnötig ansah oder sich von anderen Stücken aus dieser Zeit distanzieren wollte. Allerdings sahen bereits einige frühe Kritiker Emilia Galotti nicht als ein bürgerliches Trauerspiel im üblichen Sinn. So ordnete es der Dramenkritiker C. H. Schmid 1773 in „einer Mittelgattung zwischen dem bürgerlichen und dem heroischen Trauerspiel“ ein, und August Wilhelm Schlegel formulierte in seinen Vorlesungen von 1809–11: „Es ist nicht eigentlich ein bürgerliches Trauerspiel, sondern ein Hoftrauerspiel im Conversationstone.“ Das Publikum, das eine Tragödie in der Art von Miss Sara Sampson erwartete hätte, habe sich durch das Stück befremdet gefühlt, mit dessen Figuren es nicht identifizieren konnte und deren Gefühle nicht tränenreich dargestellt wurden.
In neueren Untersuchungen wird Emilia Galotti wesentlich vielschichtiger verstanden und der gesellschaftlich-politische Gehalt stärker in den Vordergrund gerückt. Laut Hugh Barr Nisbet schafft das Stück „Distanz und fordert zum Nachdenken auf, und der Schluss ist aufstörend und beunruhigend statt rührend und kathartisch.“ Während vor allem in marxistisch geprägten Untersuchungen in den 1960er und 1970er Jahren der Klassenunterschied zwischen Bürgertum und Aristokratie herausgestellt wurde, herrsche inzwischen Übereinstimmung, dass die Galotti aus dem niederen Landadel stammen. Der entscheidende Unterschied sei somit nicht ein Klassenunterschied, sondern einer „von Herrscher und Untertanen, öffentlicher und privater Sphäre und vor allem von höfischer Gesellschaft und Familienleben im kleinen Kreis und den entsprechenden wechselseitig unvereinbaren Wertvorstellungen.“
Cornelia Mönch versteht Emilia Galotti sogar als eine Art „‚Abrechnung‘ mit der knapp 20-jährigen Geschichte des bürgerlichen Trauerspiels“. So besitze der Mord Odoardos an seiner Tochter eine traditionskritische Bedeutung, die vom damaligen Publikum kaum verstanden werden konnte. In der Tradition des bürgerlichen Trauerspiels sei ein solcher Verwandtenmord jedoch irritierend und nicht mit der Vorstellung einer „Schule der Sitten“ in Einklang zu bringen. Lessing habe in seinem Stück selbst die Frage nach dem Gattungsbezug thematisiert, als Odoardo in V, 8 zum Prinzen spricht: „Sie erwarten vielleicht, dass ich den Stahl wider mich selbst kehren werde, um meine Tat wie eine schale Tragödie zu beschließen? – Sie irren sich.“ Der Verweis auf das um Rache schreiende Blut wecke im Zuschauer noch einmal den „Erwartungshorizont der Doktrin der poetischen Gerechtigkeit“, doch Lessing enttäusche und irritiere sein Publikum, indem er weder traditionelle Erwartungen erfülle, noch eine neue, akzeptable Lösung biete. Dies würde laut Cornelia Münch „die traditionskritische Dolchspitze der Emilia Galotti entschärfen“.

## Historische Hintergründe

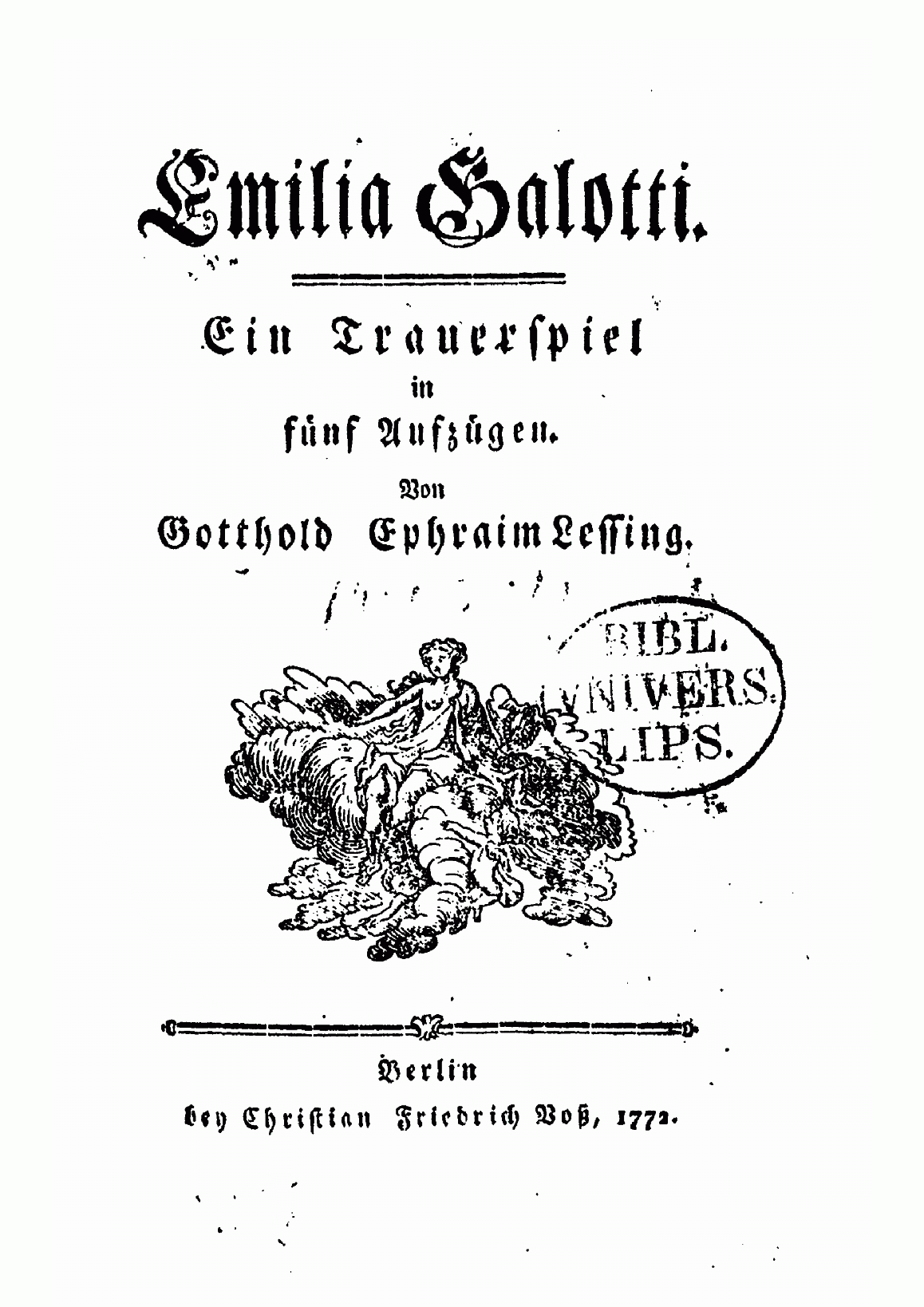
Exemplar von 1772 aus der Universitätsbibliothek Leipzig

Gotthold Ephraim Lessings Emilia Galotti steht in der Tradition literarischer Bearbeitungen der römischen Verginia-Legende. Um einer möglichen Zensur zuvorzukommen, verlegt er die Handlung nicht in eines der von ihm eigentlich gemeinten typisch deutschen Kleinfürstentümer, sondern nach Guastalla, einen italienischen Zwergstaat der Renaissance, der zu der italienischen Region Emilia-Romagna gehört. Bei dem Prinzen Hettore Gonzaga handelt es sich zwar um eine fiktive Figur, doch gab es tatsächlich ein Geschlecht der Gonzaga, das seit 1328 in Mantua herrschte. Ferrante, ein Bruder von Federigo II., war seit 1539 Besitzer der Grafschaft Guastalla. Mit dem Tod des Herzogs Joseph Maria von Guastalla starb 1746 die jüngere Linie der Gonzaga aus. 1748 gingen seine Territorien an Parma.
Lessing, der zeit seines Lebens an Geldnot litt, da er dem Glücksspiel nicht abgeneigt war, wollte seinen Herren, den Herzog von Braunschweig, indirekt um eine Gehaltserhöhung bitten. Dies tat er mehr oder weniger diskret in der zweiten Szene des Stücks, als der Künstler Conti mit dem Prinzen darüber redet, dass die „Kunst nach Brot geht“. Tatsächlich wurde alsbald sein Gehalt erhöht.
Über fünfzehn Jahre lang beschäftigt sich Lessing mit dem Verginia-Stoff. Er übersetzt nicht nur verschiedene Schriftstücke, die sich mit der Legende befassen, sondern auch den Anfang von Samuel Crisps Trauerspiel Virginia (1754). Lessings Briefe dokumentieren, dass er seit 1757 selbst den Plan für eine „bürgerliche Virginia“ verfolgt. In der Neuen Bibliothek der Wissenschaften und freyen Künste schreibt Lessing zusammen mit Friedrich Nicolai und Moses Mendelssohn einen Wettbewerb aus, zu dem deutsche Trauerspiele eingeschickt werden sollten. Lessing beschließt, an dem Wettbewerb selbst anonym teilzunehmen, und verfasst zu diesem Zweck seine Emilia Galotti, die er allerdings nicht termingerecht abschließt. In einem Brief teilt er Friedrich Nicolai mit:

„Er [Lessing] hat nämlich die Geschichte der römischen Virginia von allem dem abgesondert, was sie für den ganzen Staat interessant machte; er hat geglaubt, daß das Schicksal einer Tochter, die von ihrem Vater umgebracht wird, dem ihre Tugend werther ist, als ihr Leben, für sich schon tragisch genug, und fähig genug sey, die ganze Seele zu erschüttern, wenn auch gleich kein Umsturz der ganzen Staatsverfassung darauf folgte.“

## Trivia
Emilia Galotti spielt eine wesentliche Rolle in Goethes Werk Die Leiden des jungen Werthers, da Werther und Lotte viel mit diesem Stück verbindet.

## Verfilmungen
- D 1913: Emilia Galotti, (Regie: Friedrich Fehér)
- DDR 1958: Emilia Galotti, (Regie: Martin Hellberg)
- DDR 1966: Emilia Galotti, (Regie: Kurt Jung-Alsen)
- D 1970: Emilia Galotti, (Regie: Ludwig Cremer)
- D/CH 2004: Emilia, (Regie: Henrik Pfeifer)
- AT/D 2003/2005: Emilia Galotti, (Regie: Andrea Breth, Fernsehregie: Andreas Morell)

## Vertonungen
- Herbert Fritsch inszenierte das Trauerspiel als Opera buffa mit Musik von Mozart.[19]
- Der niederländische Musiker Marijn Simons schrieb eine gleichnamige Oper in einem Akt, die 2014 uraufgeführt wurde.[20]

## Hörspiele (Auswahl)
- 1946: Emilia Galotti – Regie: Ludwig Cremer (NWDR Hamburg)
- 1968: Emilia Galotti – Bearbeitung und Regie: Paul Hoffmann (ORF Salzburg)
- 2006: Emilia Galotti – Regie: Leonhard Koppelmann (SWR/MDR)

## Aktuelle Ausgaben
- Emilia Galotti. Ein Trauerspiel in fünf Aufzügen. Reclam, Stuttgart 2014, ISBN 978-3-15-019225-2 (Text und Kontext, herausgegeben von Thorsten Krause), ISBN 978-3-15-019262-7 (Studienausgabe, herausgegeben von Elke Bauer und Bodo Plachta).
- Elke Monika Bauer: Emilia Galotti: ein Trauerspiel in fünf Aufzügen. von Gotthold Ephraim Lessing, historisch-kritische Ausgabe. Niemeyer, Tübingen 2004, ISBN 3-484-10848-7 (Zugleich Dissertation Universität Osnabrück 2001).
- Emilia Galotti. Miniaturbuchverlag Leipzig, Simbach am Inn 2014, ISBN 978-3-86184-251-4.

### Allgemeine Literatur zum Drama
- Wilfried Barner u. a. (Hrsg.): Lessing. Epoche – Werk – Wirkung. 5., neubearbeitete Auflage. Beck, München 1987, ISBN 3-406-32065-1.
- Gesa Dane: Gotthold Ephraim Lessing: Emilia Galotti. Erläuterungen und Dokumente. Reclam, Stuttgart 2002, ISBN 3-15-016031-6, S. 26–27, 34–35, 37, 42–43.
- Monika Fick: Lessing-Handbuch. Leben – Werk – Wirkung. 4. Auflage. Metzler, Stuttgart 2016, ISBN 978-3-476-02577-7.
- Beate Herfurth-Uber: Lessing, Emilia Galotti, Hören & Lernen, Wissen kompakt in 80 Minuten. Mit Schlüsselszenen einer Inszenierung am Hessischen Landestheater Marburg. Interview mit dem Regisseur Karl Georg Kayser. MultiSkript, Eppstein 2007, ISBN 978-3-00-021494-3. (Audio-CD)
- Sebastian Kaufmann, Günter Saße: Gotthold Ephraim Lessing: Emilia Galotti. (= Schroedel Interpretationen. Band 28). Schroedel, Braunschweig 2012, ISBN 978-3-507-47724-7.
- Theodor Pelster: Lektüreschlüssel. Gotthold Ephraim Lessing: Emilia Galotti. Reclam, Stuttgart 2002, ISBN 3-15-015318-2.
- Wolf Dieter Hellberg: Gotthold Ephraim Lessing: Emilia Galotti. Interpretationshilfe für Oberstufe und Abitur. Klett Lerntraining, Stuttgart 2018, ISBN 978-3-12-923137-1.
- Robert Vellusig: Lessing und die Folgen. Metzler, Berlin 2023, S. 117–128, ISBN 978-3-476-05783-9.

### Spezielle Literatur zu den Interpretationsansätzen
- Peter-André Alt: Tragödie der Aufklärung. Basel 1994.
- Wilhelm Dilthey: Das Erlebnis und die Dichtung. 13. Auflage. Stuttgart 1957 (zuerst 1906).
- Karl Eibl: Identitätskrise und Diskurs. In: Jahrbuch der Deutschen Schillergesellschaft. Band 21, 1977, S. 138–191.
- Monika Fick: Verworrene Perzeptionen. Lessings Emilia Galotti. In: Jahrbuch der Deutschen Schillergesellschaft. Band 37, 1993, S. 139–163.
- Judith Frömmer: Vom politischen Körper zur Körperpolitik: Männliche Rede und weibliche Keuschheit in Lessings Emilia Galotti. In: Deutsche Vierteljahresschrift für Literaturwissenschaft und Geistesgeschichte. Band 79, 2005, S. 169–195.
- Gerd Hillen: Die Halsstarrigkeit der Tugend. In: Lessing-Yearbook. Band 2, 1970, S. 115–134.
- Alexander Košenina: Literarische Anthropologie. Die Neuentdeckung des Menschen. Berlin 2008.
- Gert Mattenklott: Drama – Gottsched bis Lessing. In: Ralph-Rainer Wuthenow (Hrsg.): Zwischen Absolutismus und Aufklärung: Rationalismus, Empfindsamkeit, Sturm und Drang, 1740–1786. Reinbek 1980, S. 277–298.
- Franz Mehring: Die Lessing-Legende. Eine Rettung. (1893). In: Thomas Höhle u. a. (Hrsg.): Mehring: Gesammelte Schriften. Band 9, Berlin 1963.
- Reinhart Meyer: Hamburgische Dramaturgie und Emilia Galotti. Wiesbaden 1973.
- Klaus-Detlef Müller: Das Erbe der Komödie im bürgerlichen Trauerspiel. Lessings Emilia Galotti und die commedia dell’arte. In: Deutsche Vierteljahresschrift für Literaturwissenschaft und Geistesgeschichte. Band 46, 1972, S. 28–60.
- Peter Horst Neumann: Der Preis der Mündigkeit. Über Lessings Dramen. Stuttgart 1977.
- Hugh B. Nisbet: Lessing. Eine Biographie. München 2008.
- Brigitte Prutti: Bild und Körper. Weibliche Präsenz und Geschlechterbeziehungen in Lessings Dramen: Emilia Galotti und Minna von Barnhelm. Würzburg 1996
- Paul Rilla: Lessing und sein Zeitalter. (= Lessing, Gesammelte Werke. Band 10). 2. Auflage. Berlin 1968.
- Jürgen Schröder: Gotthold Ephraim Lessing. Sprache und Drama. München 1972.
- Horst Steinmetz: Verstehen, Missverstehen, Nichtverstehen. Zum Problem der Interpretation, vornehmlich am Beispiel von Lessings „Emilia Galotti“. In: Germanisch-romanische Monatsschrift. Band 37, 1987, S. 387–398.
- Inge Stephan: „So ist die Tugend ein Gespenst“. Frauenbild und Tugendbegriff im bürgerlichen Trauerspiel bei Lessing und Schiller. In: Lessing-Yearbook. Band 17, 1985, S. 1–20.
- Gisbert Ter-Nedden: Lessings Trauerspiele. Der Ursprung des modernen Dramas aus dem Geist der Kritik. Stuttgart 1986.
- Gisbert Ter-Nedden: Lessings dramatisierte Religionsphilosophie. Ein philologischer Kommentar zu Emilia Galotti und Nathan der Weise. In: Christoph Bultmann, Friedrich Vollhardt (Hrsg.): Lessings Religionsphilosophie im Kontext. Hamburg 2011.
- Gisbert Ter-Nedden, Der fremde Lessing. Eine Revision des dramatischen Werks., hrsg. v. Robert Vellusig, Stuttgart 2016.
- Alois Wierlacher: Das Haus der Freude oder Warum stirbt Emilia Galotti? In: Lessing-Yearbook. Band 5, 1973, S. 147–162.
- Benno von Wiese: Die Deutsche Tragödie von Lessing bis Hebbel. 1. Teil: Tragödie und Theodizee. 2. Teil: Tragödie und Nihilismus. 6. Auflage. Hamburg 1964 (zuerst 1948).
- Wolfgang Wittkowski: Hausväter im Drama Lessings und des Sturm und Drangs. Frankfurt am Main 2013.
- Karin A. Wurst: Familiale Liebe ist die ‚wahre Gewalt‘. Die Repräsentation der Familie in G. E. Lessings dramatischem Werk. Amsterdam 1988.